# Saison 7 de La Vie de famille
Chronologie
Saison 6 Saison 8
Cet article présente la septième saison de la sitcom américaine La Vie de famille (Family Matters).

## Distribution

### Acteurs principaux
- Reginald VelJohnson (VF : Marc Cassot) : Carl Otis Winslow
- Jo Marie Payton-Noble (VF : Claude Chantal) : Harriette Winslow
- Darius McCrary (VF : Adrien Antoine) : Edward « Eddie » James Arthur Winslow
- Kellie Shanygne Williams (VF : Sarah Marot) : Laura Lee Winslow
- Rosetta LeNoire (VF : Jane Val) : Estelle « Mamie » Winslow
- Jaleel White (VF : Gilles Laurent) : Steven Quincy « Steve » Urkel/Myrtle Urkel
- Bryton McClure : Richard « Richie » Crawford
- Shawn Harrison (en) : Waldo Geraldo Faldo
- Michelle Thomas : Myra Monkhouse

### Acteurs récurrents
- Orlando Brown : Jerry Jamal « 3J » Jameson

## Liste des épisodes

### Épisode 1:Le Monde des petits
- États-Unis : 22 septembre 1995 sur ABC

- Kellie Joy Beals : Park Ranger

### Épisode 2:Le Bracelet de la voisine
- États-Unis : 29 septembre 1995 sur ABC

- Spencer Garrett : Larry Johnson

### Épisode 3:La Reine des abeilles
- États-Unis : 13 octobre 1995 sur ABC

- Joel Anderson : Charlie Sullivan
- Amy Hunter (en) : Agnes Pritzker
- Ron Orbach : Nick Neidermeyer
- Iqbal Theba : Zoohair Bhutto
- Marlon Young : Willie

### Épisode 4:Le Chouchou du prof
- États-Unis : 20 octobre 1995 sur ABC

- Cary Brayboy : Geoffrey
- Sanetta Y. Gipson : membre du public
- Walter Jones : Kissel
- Tim Padilla : élève de poésie
- Eric Poppick : M. Ludke
- Brooke Marie Procida : Donna Santangelo
- Renee Tenison : Tawny

### Épisode 5:Privés de sorties
- États-Unis : 27 octobre 1995 sur ABC

- Ron Canada : Dave McClure
- Cedella Marley : elle-même (non confirmé)
- Ziggy Marley : lui-même
- The Melody Makers : eux-mêmes
- Tammy Townsend : Greta McClure
- Steve Vinovich : Simon Kincaid

### Épisode 6:Elle est de retour
- États-Unis : 3 novembre 1995 sur ABC

- Cherie Johnson : Maxine Johnson
- Tammy Townsend : Greta McClure

### Épisode 7:Course amoureuse
- États-Unis : 10 novembre 1995 sur ABC

- Lamont Johnson : Bone Crusher
- Jarrad Paul : Kevin
- Juan Pope : Curtis Williams
- Steven Rozic : P.J.

### Épisode 8:Amour à départager
- États-Unis : 17 novembre 1995 sur ABC

- Lira Angel : membre du public #3
- Robert Axelrod : sosie de Paul McCartney
- Leo D. Frank III : régisseur
- Sanetta Y. Gipson : membre du public #1
- Julie Uribe : membre du public #2
- Melanie Wilson : Tiffany

### Épisode 9:Frappé par la foudre
- États-Unis : 24 novembre 1995 sur ABC

- F. William Parker : M. Waxman

### Épisode 10:La Force de l'âge
- États-Unis : 8 décembre 1995 sur ABC

- Ed Cambridge : Fletcher
- Cherie Johnson : Maxine Johnson
- Patrick Malone : Jeff
- Brooke Marie Procida : Donna Santangelo
- Lorna Scott : professeur
- Fred Willard : vice-principal Mallet

### Épisode 11:Joyeux Noël
- États-Unis : 15 décembre 1995 sur ABC

- Joel Anderson : Charlie Sullivan
- Iqbal Theba : Zoohair Bhutto
- Marlon Young : Willie

### Épisode 12:Steve déraille complètement
- États-Unis : 5 janvier 1996 sur ABC

- Cherie Johnson : Maxine Johnson

### Épisode 13:Au sud de la frontière
- États-Unis : 12 janvier 1996 sur ABC

- Abraham Alvarez : Officier Garcia
- Cherie Johnson : Maxine Johnson
- Damian Perkins : David Phillips Jr.
- Fred Rubin : Caballero

### Épisode 14:Le Plein de vitamines
- États-Unis : 26 janvier 1996 sur ABC

- Angelle Brooks : Monica
- Venus DeMilo : KC
- Cherie Johnson : Maxine Johnson

### Épisode 15:Sciences à peu près exactes
- États-Unis : 2 février 1996 sur ABC

- Oscar Dillon : ami
- Cherie Johnson : Maxine Johnson
- Brooke Marie Procida : Donna Santangelo
- Michael Bailey Smith : Snap

### Épisode 16:Réorientations
- États-Unis : 9 février 1996 sur ABC

- Tangie Ambrose : fille #1
- Greg Proops : directeur du café
- Lasondra Zarif : fille #2

### Épisode 17:Le Lac des cygnes
- États-Unis : 16 février 1996 sur ABC

- Chelsea Hackett : danseur de ballet
- Andre Paradis : danseur de ballet
- Juan Pope : Curtis Williams
- Tammy Townsend : Greta McClure
- Mary Woronov : Mme Ramsay

### Épisode 18:Parrainage
- États-Unis : 23 février 1996 sur ABC

- Orlando Brown : 3J
- María Costa : Dornita
- Mayah McCoy : Chante
- Natalie Desselle Reid : bébé
- William Thomas Jr. : M. Lasker

### Épisode 19:Embarquement presque immédiat
- États-Unis : 8 mars 1996 sur ABC

- Patricia Bethune : agent d'escale optimiste
- Julie Fowler : agent d'escale joyeux
- Leo D. Frank III : concierge
- Julie Simon : hôtesse de l'air
- Terry Sweeney : agent d'escale prétentieux

### Épisode 20:Waldo Astaire
- États-Unis : 15 mars 1996 sur ABC

- Donovan McCrary : Kenny « The Spider » Jackson
- Sam Sarpong : joueur basket-ball
- Wesley Thompson : Phil Hallenbeck

### Épisode 21:Arnaqué
- États-Unis : 29 mars 1996 sur ABC

- Walter Franks : portier
- Carl Gilliard : serveur
- Jazsmin Lewis : Yvette
- Marc Mazur : videur #1
- Gretchen Palmer : Chondra
- Amy Payne : dame avec des fleurs
- Elston Ridgle : videur #2

### Épisode 22:La Plus Belle Soirée de ma vie
- États-Unis : 26 avril 1996 sur ABC

- Marques Houston : lui-même
- Cherie Johnson : Maxine Johnson
- Jerome Jones : lui-même
- Kelton Kessee : lui-même
- Ron Orbach : Nick
- Juan Pope : Curtis
- Brooke Marie Procida : Donna Santangelo
- John Patrick White : Robbins

### Épisode 23:Une étoile a failli naître
- États-Unis : 10 mai 1996 sur ABC

- Garcelle Beauvais : Nicole Moses
- Steven Benjamin Davis : Chazz
- James Nardini : Luke
- Meghan O'Sullivan : assistant caméra
- Jim Pirri (en) : Jake

### Épisode 24:Bravo pour le clone
- États-Unis : 17 mai 1996 sur ABC

- Orlando Brown : 3J

## Anecdotes
- Rosetta LeNoire et Bryton McClure sont absents de 17 épisodes.
- Michelle Thomas est absente de 12 épisodes.
- Shawn Harrison est absent de 10 épisodes. Cette saison sera la dernière pour son personnage.
- Darius McCrary est absent des épisodes 15 et 18.
- Le générique disparaît dès cette saison. Les acteurs sont crédités en fonction de leurs apparitions dans les épisodes.